# امرأة بلا قيد (فلم)
امرأة بلا قيد فيلم مصري تم إنتاجه 1980، من إخراج هنري بركات و بطولة حسين فهمي و نيللي.

## تمثيل
- حسين فهمي
- نيللي
- سعيد عبد الغني
- هانم محمد
- محمد شوقي
- وداد حمدي
- عبد العليم خطاب
- فاروق فتح الله
- نادية شكري